# Chidozie Awaziem
Chidozie Collins Awaziem (1 de janeiro de 1997) é um futebolista nigeriano que joga pelo Nantes.

## Carreira
Foi convocado para defender a Seleção Nigeriana de Futebol na Copa do Mundo de 2018.